# Renan Oliveira
Renan Henrique Oliveira Vieira, noto semplicemente come Renan Oliveira (Itabira, 29 dicembre 1989), è un calciatore brasiliano, centrocampista del Sobradinho.

## Palmarès

### Club

#### Competizioni statali
- Campionato Mineiro: 1

Atlético Mineiro: 2010

#### Competizioni regionali
- Copa do Nordeste: 1

Vitória: 2010

#### Competizioni nazionali
- Coppa di Lituania: 1

Sūduva: 2019
- Campionato lituano: 1

Sūduva: 2019

### Nazionale
- Campionato sudamericano Under-20: 1

2009